# Universidad de Artes Aplicadas de Viena
La Universidad de Artes Aplicadas de Viena (en alemán: Universität für angewandte Kunst Wien, o informalmente Die Angewandte) es una escuela de artes e institución de educación superior en Viena, la capital de Austria..
- Datos: Q877686
- Multimedia: University of Applied Arts Vienna / Q877686